# Thelma Wood
Thelma Ellen Wood (Mankato, 3 de julio de 1901 – Connecticut, 10 de diciembre de 1970) fue una escultora y artista estadounidense. Es conocida por ser una de las protagonistas de El bosque de la noche, publicada en 1936 por la escritora Djuna Barnes, en la que la autora noveló su relación lésbica. 

## Trayectoria vital y profesional

### Primeros años
Wood fue la segunda de cuatro hermanos, nacidos de Maud Crawford Wood y William Barg Wood. La familia, que vivía originalmente en el estado de Kansas, se trasladó con todos sus miembros a San Luis, en Misuri. En 1918, su madre y su hermano menor murieron a causa de la pandemia de gripe que asoló la zona. Dos meses antes de su muerte, Wood se había inscrito en la Escuela de Bellas Artes de San Luis que pertenecía a la Universidad Washington en San Luis. Es probable que allí aprendiera la técnica del dibujo de silverpoint, una técnica tradicional a base de materiales de plata, por la que es más conocida. En 1920, Wood y la también estudiante de arte Myra Marglous solicitaron pasaportes y se fueron a París para seguir estudiando arte.

### Madurez
Mientras estuvo en París, Wood frecuentó Berlín donde se dice que consumió mucho alcohol y estuvo involucrada en relaciones sexuales ocasionales, habitual entre artistas de la Europa de Entreguerras en los años 20 que se daban cita en la capital alemana, con epicentro en Eldorado, y en París de vida bohemia y hervidero de vanguardias. Ha sido descrita como "de aspecto juvenil", con casi seis pies de altura y "sexualmente magnética". En el otoño de 1921, Wood y la fotógrafa Berenice Abbott se conocieron. Fueron amantes durante un breve periodo y siguieron siendo amigas íntimas el resto de su vida. Más tarde, Abbott presentó a Wood a la escritora Djuna Barnes y realizó retratos fotográficos de ambas. Wood también tuvo una breve relación con la poeta Edna St. Vincent Millay a principios de los años veinte.
La relación de Wood con Barnes duró ocho años y se consideraron mutuamente su "gran amor". Los primeros años que vivió con Djuna Barnes fueron felices. Vivieron juntas en la Orilla izquierda desde 1922. Según las cartas que Barnes escribió a Natalie Barney, juntas llevaban una vida tranquila y productiva. Bryher fue a verlas al año siguiente y contó a Hilda Doolitle que las dos vivían muy felices juntas. Ryder, la novela más autobiográfica de Barnes , en la que relata la singular historia de su fMILI, está dedicada a T.W.
Wood inició una relación con Henriette Alice McCrea-Metcalf, dama adinerada, que provocó la ruptura de su relación con Barnes. Wood y Metcalf se mudaron a Greenwich Village en la ciudad de Nueva York en 1928. Wood continuó escribiendo y visitando a Barnes, a quien todavía profesaba su amor, pero esta se negó a relacionarse con ella de manera regular. En 1932, Metcalf se hizo cargo de los estudios de arte de Wood en Florencia. En 1934, se mudaron a Sandy Hook, Connecticut. En Westport, Connecticut, Wood comenzó un negocio de cáterin gastronómico que finalmente fracasó. Wood siguió bebiendo mucho alcohol y teniendo relaciones sexuales bisexuales de forma continuada. La relación con Metcalf se fue deteriorando con el tiempo. En 1936, Barnes publicó El bosque de la noche, su novela más conocida, en la que retrataba a Wood bajo el nombre de "Robin Vote". Esta se sintió molesta y tergiversada, afirmando posteriormente que la publicación del libro le había arruinado vida.
Entre 1942 y 1943, su relación con Metcalf llegó hasta el límite de la ruptura. Wood continuaba manteniendo diversas relaciones y carecía de un empleo remunerado. Metcalf le ofreció dinero para iniciar una nueva vida y terminaron su relación tras dieciséis años. Una vez que se completó la separación, se dice que Metcalf nunca volvió a hablar con Wood, incluso cuando solicitó verla en su lecho de muerte.
En 1943, inició una relación que duraría 27 años con Margaret Behrens, agente inmobiliario y de anticuarios, y se mudó a su casa en Monroe, Connecticut. Estuvieron juntas hasta la muerte de Wood, que falleció a causa de un cáncer de mama metastatizado en el Hospital Danbury en 1970. Sus cenizas fueron enterradas en la parcela de la familia Behrens en Bridgeport, Connecticut.

### Carrera artística
Aunque sobrevive muy poco de su trabajo, muchos de sus dibujos acompañan los trabajos de Barnes. El cuaderno de bocetos de Wood de un viaje a Berlín permanece en el legado de Barnes en la Universidad de Maryland. Su trabajo se basó sobre todo en representaciones de la naturaleza. Realizó una exposición en París que causó gran sensación, según relató el New York Telegram, ya que "la obra posee una belleza intrínseca que resulta delicada y exótica".
Los dibujos de silverpoint de Wood se perdieron pero se sabe que exhibieron al menos una vez, en Milch Galleries, en la ciudad de Nueva York en 1931, donde Mary Fanton Roberts los analizó favorablemente.

## Legado
En las Memorias de Montparnasse de Jhon Glascock aparece como Emily Pine  junto a Willa Torrance que hace referencia a Djuna Barnes. La describe como una chica alta, guapa, de mirada aturdida y de pies muy grandes.
La autora Sarah Schulman dedicó a Thelma Wood su novela de 2018 Maggie Terry. En una entrevista, afirmó que Wood era "históricamente, una de las peores novias del mundo que ha existido. Era la pésima novia de Djuna Barnes y la enloqueció tanto que fue su musa. Así que el libro está dedicado a las novias malas".